# Diocesi di Borba
La diocesi di Borba (in latino Dioecesis Borbensis) è una sede della Chiesa cattolica in Brasile suffraganea dell'arcidiocesi di Manaus. Nel 2022 contava 136.000 battezzati su 168.000 abitanti. È retta dal vescovo Zenildo Luiz Pereira da Silva, C.SS.R.

## Territorio
La diocesi comprende 4 comuni dello stato brasiliano di Amazonas: Novo Aripuanã, Borba, Nova Olinda do Norte e Autazes; e i distretti di Axiní, Canumã e Novo Céu.
Sede vescovile è la città di Borba, dove si trova la cattedrale di Sant'Antonio di Padova.
Il territorio si estende su 98.650 km² ed è suddiviso in 8 parrocchie.

## Storia
La prelatura territoriale di Borba fu eretta il 13 luglio 1963 con la bolla Ad Christi divini di papa Paolo VI, ricavandone il territorio dall'arcidiocesi di Manaus e dalla prelatura territoriale di Parintins (oggi diocesi).
Il 12 febbraio 1996, in forza del decreto Quo aptius della Congregazione per i vescovi, cedette il comune di Apuí alla diocesi di Humaitá, ricevendone in cambio quello di Manicoré. Tuttavia, il 20 gennaio 2003 Manicoré ritornò a far parte della diocesi di Humaitá.
Il 18 novembre 2022 la prelatura territoriale di Borba è stata elevata al rango di diocesi con la bolla Communicantes et extendentes di papa Francesco.

## Cronotassi dei vescovi
Si omettono i periodi di sede vacante non superiori ai 2 anni o non storicamente accertati.
- Adriano Jaime Miriam Veigle, T.O.R. † (18 giugno 1964 - 6 luglio 1988 ritirato)
- José Afonso Ribeiro, T.O.R. † (6 luglio 1988 - 3 maggio 2006 ritirato)
- Elói Róggia, S.A.C. (3 maggio 2006 - 20 settembre 2017 ritirato)
- Zenildo Luiz Pereira da Silva, C.SS.R., succeduto il 20 settembre 2017

## Statistiche
La diocesi nel 2022 su una popolazione di 168.000 persone contava 136.000 battezzati, corrispondenti all'81,0% del totale.
| anno | popolazione | popolazione | popolazione | presbiteri | presbiteri | presbiteri | presbiteri                | diaconi | religiosi | religiosi | parrocchie |
| anno | battezzati  | totale      | %           | numero     | secolari   | regolari   | battezzati per presbitero | diaconi | uomini    | donne     | parrocchie |
| ---- | ----------- | ----------- | ----------- | ---------- | ---------- | ---------- | ------------------------- | ------- | --------- | --------- | ---------- |
| 1965 | 50.000      | 50.000      | 100,0       | 3          |            | 3          | 16.666                    |         |           | 3         | 2          |
| 1970 | 60.740      | ?           | ?           | 7          |            | 7          | 8.677                     |         | 10        | 9         | 3          |
| 1976 | 68.000      | 68.200      | 99,7        | 5          | 1          | 4          | 13.600                    |         | 4         | 4         | 4          |
| 1980 | 75.050      | 75.500      | 99,4        | 3          |            | 3          | 25.016                    |         | 3         | 4         | 4          |
| 1990 | 83.400      | 84.500      | 98,7        | 10         |            | 10         | 8.340                     |         | 10        | 10        | 6          |
| 1999 | 90.000      | 110.000     | 81,8        | 12         | 7          | 5          | 7.500                     |         | 5         | 14        | 7          |
| 2000 | 90.000      | 120.000     | 75,0        | 10         | 5          | 5          | 9.000                     |         | 5         | 14        | 7          |
| 2001 | 170.000     | 200.000     | 85,0        | 13         | 7          | 6          | 13.076                    |         | 6         | 14        | 7          |
| 2002 | 170.000     | 200.000     | 85,0        | 12         | 6          | 6          | 14.166                    |         | 11        | 14        | 7          |
| 2003 | 170.000     | 200.000     | 85,0        | 12         | 7          | 5          | 14.166                    |         | 5         | 14        | 7          |
| 2004 | 155.000     | 190.000     | 81,6        | 11         | 7          | 4          | 14.090                    |         | 4         | 8         | 6          |
| 2013 | 126.600     | 156.700     | 80,8        | 11         | 7          | 4          | 11.509                    |         | 4         | 11        | 7          |
| 2016 | 129.800     | 160.700     | 80,8        | 12         | 6          | 6          | 10.816                    |         | 9         | 12        | 7          |
| 2019 | 133.000     | 164.500     | 80,9        | 10         | 5          | 5          | 13.300                    |         | 8         |           | 8          |
| 2021 | 135.000     | 167.100     | 80,8        | 8          | 8          |            | 16.875                    |         |           |           | 12         |
| 2022 | 136.000     | 168.000     | 81,0        | 8          | 8          |            | 17.000                    |         |           |           | 8          |